# FGFR
Les FGFR (pour «  Fibroblast Growth Factor Receptors ») sont des récepteurs qui fixent les différents facteurs de croissance des fibroblastes, permettant leurs actions.

## Roles
Ils participent à la différenciation, la migration, la prolifération cellulaire. Par ces aspects, ils participent à la cancérogenèse. 

## Cible thérapeutique
L'erdafitinib est un inhibiteur des FGFR en cours de test dans certains cancers urothéliaux.